# Терористичний акт у Єрусалимі 8 січня 2017
Терористи́чний акт у Єрусали́мі — терористична атака, що сталася 8 січня 2017 року в популярному серед туристів місці в Східному Єрусалимі. 

## Перебіг подій
Нападник на вантажному автомобілі скоїв наїзд на групу ізраїльських військовослужбовців, що стало причиною загибелі 4 та пораненням 15 осіб; усі загиблі були кадетами офіцерського училища. 

## Організатор теракту
Нападником був вихідець з Палестини Фаді аль-Канбар; нападника було застрелено поліцією.